# 宜兴埠镇
宜兴埠镇，是天津市北辰区下辖的一个镇，是一个历史悠久的津门古镇。本地人习惯称宜兴埠为宜兴府，将该地名中的“埠”读作fǔ。

## 方言土语
宜兴埠有相当一部分人说纯正天津话，其他人讲北辰话。北辰话受武清、宁河、静海、唐山等地方言影响，方言结构极为复杂。极少人以普通话作为日用语言。

## 地理交通
宜兴埠位于北辰区南部，面积为 26.28平方公里。

## 行政区划
宜兴埠镇下辖以下地区：
东马道社区、宫西街社区、民贤里社区、红旗路社区、宜赵路社区、南菜园社区、翠金园社区、秋晨家园社区、欧铂城社区、宜淞园社区、夏岚苑社区、第一街村、第二街村、第三街村、第四街村、第五街村、第六街村、第七街村、第八街村、第九街村和第十街村。

## 名称来源

### 版本1
天津宜兴埠的名称由来确实与江南宜兴有关，那是在明朝初，为了建造北京城，大量宜兴民工（船工），沿大运河从江南运送建城材料北上，在那里登岸息脚，并定居繁衍，由于宜兴人集居又为码头（埠）所在地，因而被称作宜兴埠。

### 版本2
天津宜兴埠是明代为了攻打高丽（今朝鲜）缺少水手，从江南宜兴调动大约500名会划船的水手，集结在今天的天津宜兴埠训练，后来因与高丽和好，朝廷取消攻打计划，那些招收去的宜兴水手只能在当地娶妻生子，繁衍生息。后来，成了宜兴人的码头。所以叫宜兴埠。至今宜兴埠的话，和宜兴话非常像。
【注】
版本1  比较可靠，因为建造南京城时朱元璋就大量使用了宜兴山上的石料。由于石质好，敲起来有金属音，朱元璋便把这两座山命名为大小金山。北京城是朱元璋的儿子朱棣建造的，象南京城一样使用宜兴石料完全有可能。至今宜兴这两座山还在开采石料。

## 历史
- 元至元廿三年（1286年）建村，史称渔家铺，后改称余庆府。
- 清乾隆四年（1740年），改称宜兴府。
- 清道光年间，改为宜兴埠，是当时天津五大集市之一。
- 清光绪卅一年（1905年），归天津县北乡第二十区。
- 民国十七年（1928年）后，相继隶属于天津特别市五区、天津市三区和天津县三区。
- 1953年7月建镇。
- 1958年10月建立公社。
- 1983年4月改乡。
- 1985年1月设镇。

## 历代名人
- 温家宝
- 温长涌
- 温世霖

## 内部连接
- 天津市行政区划
- 北辰区